# Русскоустьинцы

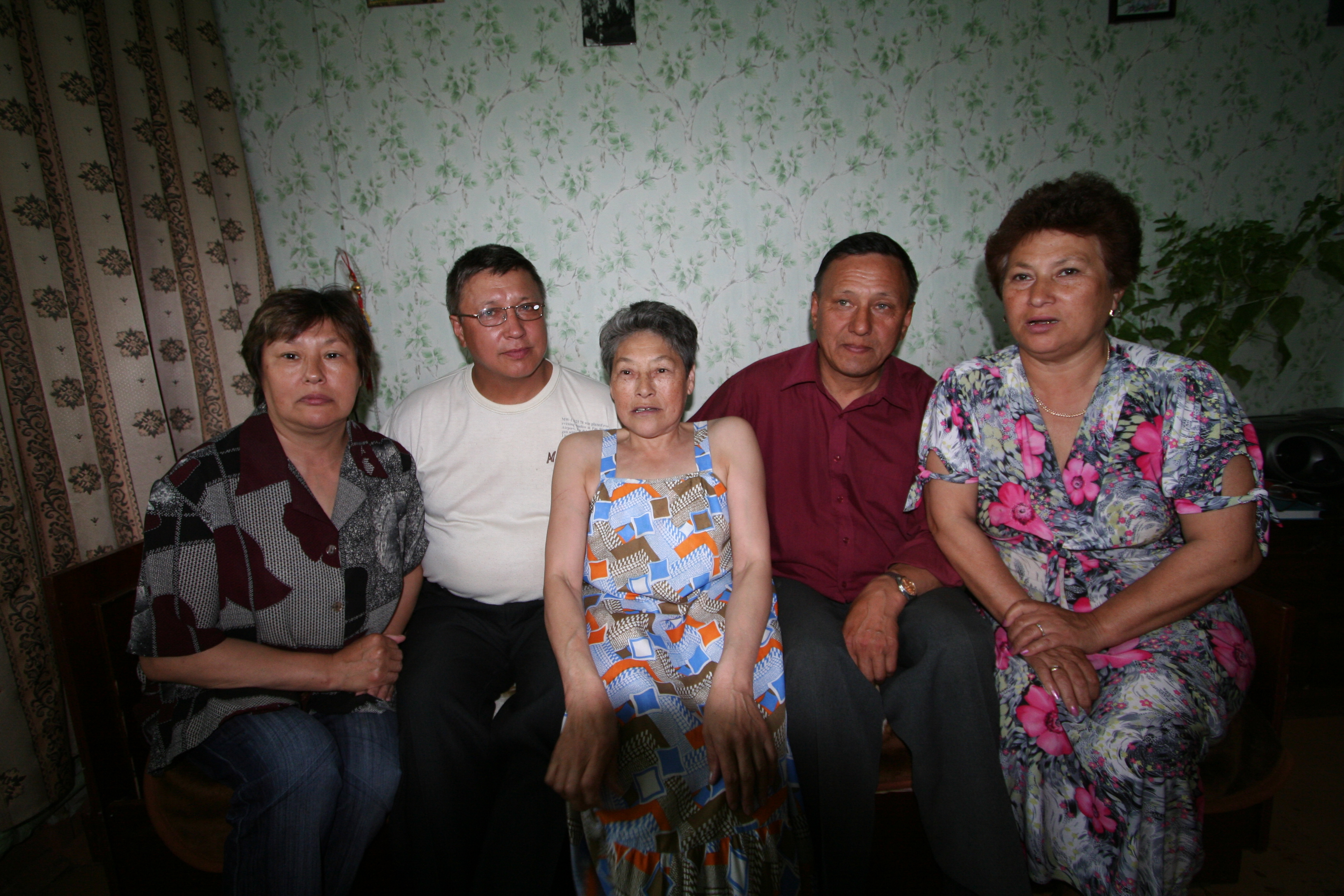
Семья русскоустьинцев, с. Русское Устье

Русскоу́стьинцы (индигирщики) — субэтническая группа русских, старожильческое население села Русское Устье (от которого они получили своё название), также живут в посёлке Чокурдах Аллаиховского улуса республики Саха (Якутия) (в низовьях реки Индигирки). Являются одной из древнейших групп русского народа в Сибири, предположительно заселили устье реки Индигирки в самом начале XVII века.

## Русские старожилы Якутии
Русские старожилы Якутии, сохранившиеся до настоящего времени, разделяются на две территориальные группы, имеющие общее происхождение, но длительное время развивавшиеся обособленно друг от друга в разном иноэтническом окружении, в разных природных условиях и с разной степенью изоляции от основного русского населения Сибири. К ним относятся жители приполярных районов (русскоустьинцы и походчане (колымчане)) и жители таёжных районов (якутяне или ленские крестьяне).
Русскоустьинцы входят в группу русских старожилов, проживающих в двух регионах на северо-востоке Якутии в арктической области. Близкая им группа — это походчане (колымчане) в низовьях реки Колымы (село Походск и посёлок Черский). Общая их численность около тысячи человек. По антропологическим чертам они метисы, по способу ведения хозяйства близки к юкагирам и северным якутам, по верованиям православные христиане, сохраняющие некоторые языческие традиции, по языку и этническому самосознанию русские. Русскоустьинцы, как и походчане, относятся к типу русских субэтнических групп, для которых характерны малочисленность, островное проживание в областях расселения северных народов. Вследствие общности происхождения и тесных культурных связей, общей исторической судьбы походчане и русскоустьинцы обладают культурным единством.

## Происхождение и история

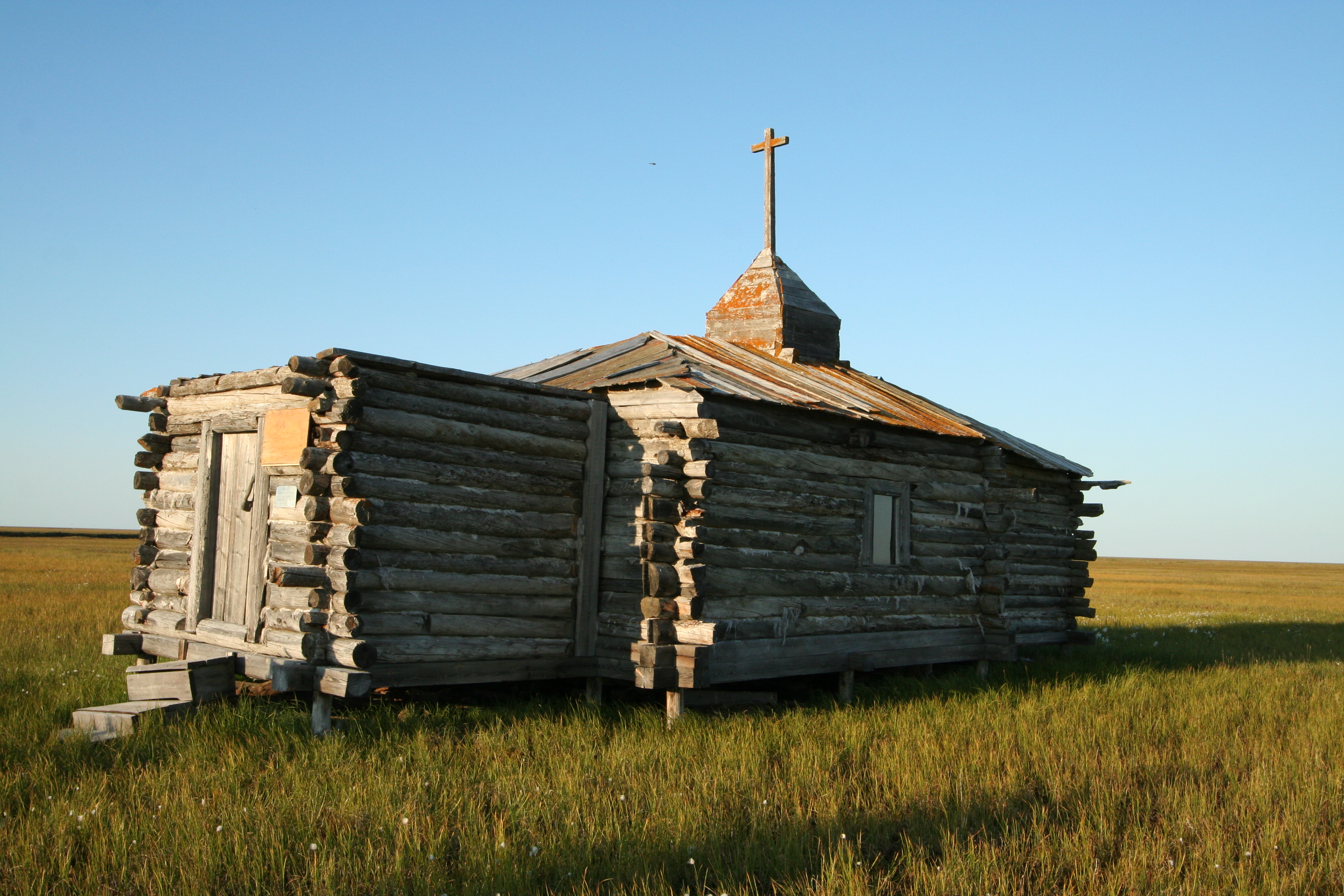
Самый северный в мире православный храм. Русское Устье. Местечко Станчик (начало XIX века).

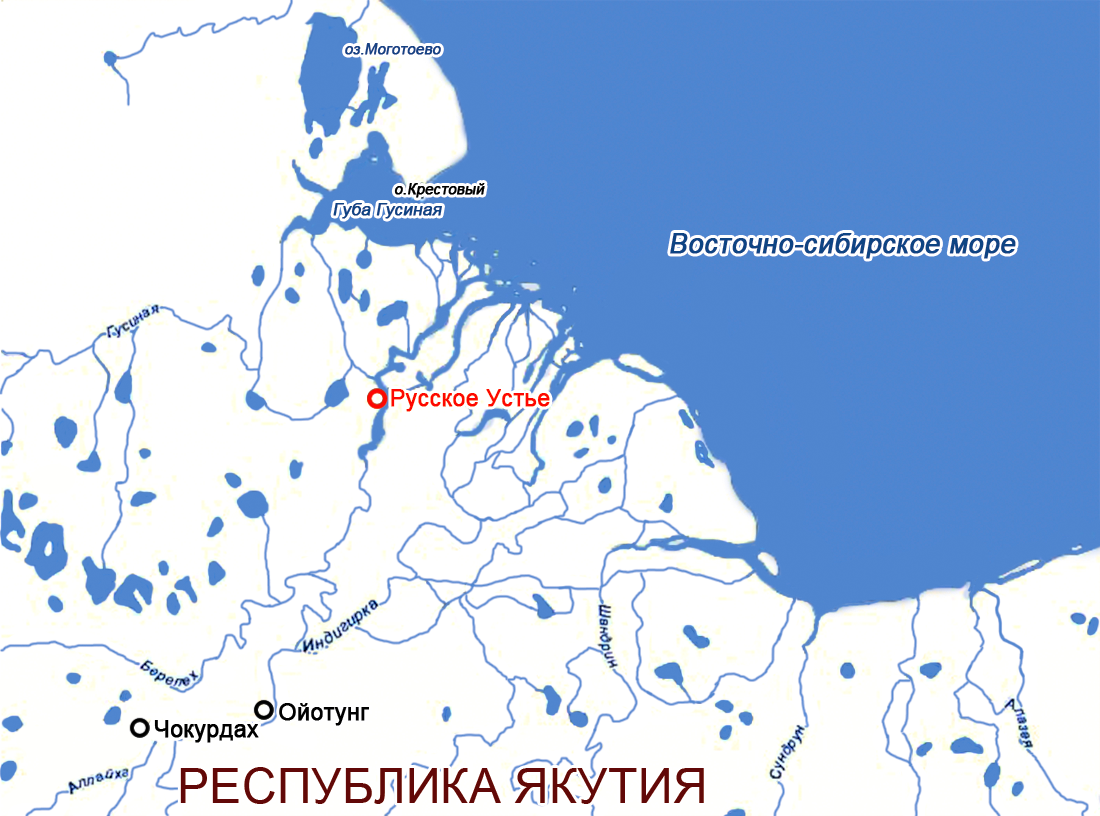
Русское Устье. Низовья Индигирки

Русскоустьинцы являются субэтнической группой русских смешанного происхождения, формирование которых происходило при заселении новых земель, когда русские не изолировались от коренного населения, а вступали в тесные контакты с ним, в том числе и посредством межэтнических браков, в результате чего происходили взаимная передача многих черт культуры, смешение антропологических типов. В данном случае можно говорить об ассимиляции русскими местного населения или о метисации с ним. При этом устойчиво сохраняется русское этническое самосознание, православная вера и русский язык.
Первое появление русских в этих землях относится к XVII веку. В 1633 году казаки Иван Ребров и Илья Перфирьев, спустившись вниз по Лене, прошли морем на Яну, в 1636 году Ребров открыл устье Индигирки, а в 1638 году он с казацким отрядом основал Русское Устье. Первыми переселенцами были казаки. Из-за нехватки жалованья они вынуждены были заниматься и рыболовством, и охотой, и ремеслом. Так служилые люди втягивались в хозяйственное освоение региона. Этому способствовало также то, что казаки Якутского полка имели принципиальное отличие в социально-экономическом положении от российского казачества в целом. Они управлялись гражданской администрацией на общих крестьянских основаниях, так как «царское правительство России рассматривало этих казаков не как войско, а как казачье население ввиду их крайней малочисленности». Также в числе первых были, предположительно, крестьяне-поморы, уезжавшие в Сибирь с жёнами и детьми, и оседавшие в низовьях Индигирки в уже имеющихся русских зимовьях и давшие начало русскому старожильческому населению. Возможно, что жители Зашиверска в среднем течении реки Индигирки, оставившие город к концу XIX века, переселились в Русское Устье. Сбор ясака вызывал недовольство местных народов, что приводило к вооружённым столкновениям с русскими в первое время. Они длились, вероятно, до конца XVII — начала XVIII вв. Преодоление противостояния начинается с рубежа веков, когда широтные связи, обусловленные Мангазейским морским ходом, слабеют и исчезают, и в Сибири создаются новые экономические и торговые связи. Приполярные районы становятся всё более труднодоступными и влияние Московского государства на них — минимальным. Принято считать, что рубеж XVII—XVIII вв. — это начало «архаизации» русских тундровых групп, они оказались в изоляции от основного русского населения, постепенно началось сближение и взаимовлияние культур русского и северных народов.
Северные народы оценили мастерство русских в ремесле — заготовка и сплав леса, изготовление лодок, плетение корзин и мережей из ивовых прутьев, сетей и неводов из конского волоса, даже изготовление балалаек и «скрипок» — гудков, в собаководстве (заимствование способов собачьих упряжек и конструкций нарт), пушном промысле (с приходом на север русских натуральный товарообмен, существовавший у коренных народов, заменился «денежным», в качестве которых стали выступать песцовые шкуры, промыслом песца и других пушных зверей занялось и местное население).
Русские оценили насколько изобретательным является опыт местных жителей в приспособлении к экстремальным условиям Арктики. Русские заимствовали способы изготовления одежды и обуви из меха, переняли у юкагиров охоту на линных гусей, диких оленей (русские внесли усовершенствование — стадо загоняли в воду приученными собаками), у якутов устройство печи, дом на летней рыбалке — урасу (её конструкцию русские изменили, сделав прямоугольной в плане, в то время как у северных кочевых народов такое летнее жилище имеет ряд общих черт: коническо-цилиндрическая конструкция, или многоугольная, приближенная к кругу).
С самого начала своего основания Русское Устье было отправной точкой для многих русских землепроходцев и полярных мореходов, отсюда начался морской поход Семёна Дежнёва, завершившийся великим географическим открытием. Из-за неопределённости социального статуса жители Русского Устья в XIX веке записывались в мещане города Верхоянска, хотя расстояние до него превышало 1000 км. Так известный путешественник Г. Ю. Майдель в конце XIX века писал: «Жители Русского Устья просили меня ходатайствовать об исключении их из мещанского сословия и приравнения к инородцам — плательщикам ясака. Они не могут платить податей, так как не могут сбывать свою рыбу. Самое большее их следовало бы обложить ясаком. Это соответствовало бы принятому в Сибири правилу, что охотник платит государству из того, что даёт ему охота».
На рубеже XIX—XX веков в Русском Устье открывается школа, в начале XX века село становится местом ссылки, первый самолёт в восточной Арктике совершает посадку в Русском Устье в 1929 году, торговые рейсы в устье Индигирки становятся регулярными. С 1942 года село Русское Устье называлось Полярным, но в 1988 году ему вернули прежнее название.
Русское население Индигирки (как и другие потомки первых русских землепроходцев XVII—XVIII вв., походчане (колымчане) и марковцы (анадырщики)) в течение нескольких веков проживания в арктическом районе Якутии и соседней Чукотки сумело приспособиться к новым для себя климатическим условиям, заимствуя элементы материальной культуры у коренных жителей и сохраняя культурно-бытовые традиции из прежних мест обитания.

## Особенности говора
Индигирские старожилы разговаривали на своеобразном диалекте русского языка. Из-за особенностей произношения он назывался «шаркающим». Он развился из севернорусских говоров XVI века вдали от торговых путей и почти в изоляции, в результате чего в языке русскоустьинцев сохранились севернорусские архаизмы. Также он подвергся некоторому влиянию якутского и юкагирского языков. В настоящее время говор Нижней Индигирки практически вытеснен русским литературным языком.
Особенности лексики русскоустьинцев собраны в издании «Малый русскоустьинский словарь», составленном уроженцем Русского устья, старшим научным сотрудником «Института малочисленных народностей Сибирского отделения РАН» Чикачёвым А. Г..
| - авидень «туда и обратно» (за один день); - адрень «ветхость»; - ахлипеснуть «дать пощёчину»; - ачилинка «любовница, зазноба»; - барабан — большая лепёшка из муки; - бардовать «стесняться, бояться»; - басник «сплетник»; - беда — «очень» (одно из значений); - бель — еле различимый свет; - битва — шумное событие; - богат «может быть» (богат, пурга завтра будет); - Бог простил «родила»; - бровить — много говорить; - бригать «обижаться»; - букишка — междометие, выражающее удивление, употребляется в значении «Господи!»; - булдыр «шишка»; - буш «мелкий дождь»; - быстриться — зло смотреть на кого-либо; - вара «заварка» (о чае); - веснусь «прошлой весной»; - вечерша «вчера вечером»; - в зарах-те «не помня себя, в аффекте»; - во-длинна «длинновата»; - воздухом болеть «болеть гриппом»; - вонный свет «загробный мир»; - в пень прийти «сильно устать»; - выворотень «гордый, высокомерный человек»; - выкладывать «кастрировать»; - выпрягаться «выходить из себя»; - гад «мусор, нечистоты»; - дековаться «издеваться»; - до кички «до краёв»; - до потух зари «до поздней ночи»; - дундук — меховая рубаха из оленьих шкур; - душу поднимает «тошнит»; - дыгать «трусить»; - дюкак «сосед»; - едемный «съедобный»; - железница «божья коровка»; - забуль «правда, истина»; - заглумка «улыбка»; - заход «отхожее место»; - зачичереть «захиреть»; - иверень «большой кусок»; - икраница «каша из икры»; - ик-да нету — не отреагировал, не дал ответа; - илуга! — выражение зависти (Илуга! Он новые часы купил); - инде «в другом месте»; - исток знать — знать причину чего-либо; - кабуть «здоров»; - караться «мучиться»; - кила «геморрой»; - кича «снегопад»; - клеск «рыбья слизь»; | - коловратный «необщительный»; - копыть «снежная пыль»; - култык «тупик»; - ланской «прошлогодний»; - ласно «вероятно, вроде бы»; - лен «мышцы шеи»; - лехота «сонливость»; - лунись в прошлом году"; - лыва «лужа»; - маняло — содержимое желудка животного; - межеумок «половинчатое решение»; - монный «странный»; - надеяние «страшилище»; - на снег садиться — обживать не обжитое место; - на травушку упасть «родиться»; - небесной «озорной» (о ребёнке); - недарова «не зря»; - нужный человек «нуждающийся»; - нямгун «каприза»; - няша «ил»; - облатыниться «обмануться»; - околтыш «одиночка»; - отвагу давать — оказать помощь больному; - пазух потерять «лишиться» (о супруге); - папоротки отбить «избить, победить, одолеть»; - погода «непогода»; - колорот «разиня, зевака»; - по талику «по секрету»; - по-тамошни баять — выражаться литературным языком; - приветное имя «прозвище»; - родина «родня»; - руки периком стоять — стоять, держа руки на поясе; - санки «нижняя челюсть»; - сказки «новости»; - стоесь «даже» (он стоесь к брату не зашел); - сток «восток, восточный ветер»; - тарамкаться — настойчиво стремиться к чему-либо; - тахтиться «топтаться» (на одном месте); - тюка «предел, конец» (досидели до тюки); - углуха «тьма»; - удушье «грипп»; - уповедь — долгий отрезок времени; - хохол «лохматая собака»; - худую кровь надернуть «рассердиться, перемениться в лице»; - чайкой падать «жадничать»; - чекуняшка «микроскопический»; - челепень «упитанный человек»; - человечек «зрачок»; - черет ли «чуть ли»; - чешуя да не прильнула «мартышкин труд»; - чиканить «мочиться»; - шахроли «сосульки»; - щухома «зря, напрасно»; - экономка «любовница» и т. д. |

## Культура, хозяйство и быт
Основу традиционного хозяйства русскоустьинцев составляет рыболовство и песцовый промысел. Ни коневодство, ни оленеводство не укладывалось в традиции оседлой земледельческой русской культуры, поэтому вместо оленьей, как у северных народов, русскоустьинцы использовали только собачьи упряжки.
Старожилы Индигирки строили дома из плавникового леса с плоской крышей, на местах рыбной ловли строили летние дома.
В устном народном творчестве сохранялись многие архаичные произведения русского фольклора — былины, песни, сказки.
В конце 1980-х годов краевед А. Г. Чикачёв основал фольклорно-этнографический ансамбль «Русскоустьинцы» при Аллаиховском районном Доме культуры, который побывал во многих районах республики и России.

## Духовная культура
В области верований, наряду с православными традициями, для жителей Русского Устья были характерны шаманство, включающее такие обряды, как «кормление» огня и воды, порча во время похорон вещей, принадлежащих умершему и т. п.

Русскоустьинцы верили в переселение душ (каждый живущий является воплощением умерших предков наяву, ояви́):
Иннокентий Иванович имеет в виду, что он — это не он, а брат его Павел, который умер 12 лет от роду, накануне рождения Иннокентия. Умирая, он сказал маме: «Вот мои лук и стрелы, и нож (Павел уже охотился к тому времени), сохрани их, пригодятся». Мама их в амбар положила, так они и лежали там, пока Кеша не подрос. Однажды он потянул маму за рукав: «Пойдём, мама. Моё там лежит». И взял лук и стрелы. И тогда мать поняла, что Иннокентий — ояви Павел.
Главного бога в местном пантеоне зовут Сендушный:
Сендуха-матушка — это тундра… Сендушный — хозяин тундры. Такой маленький мужичок без бровей. Ездит на собаках, живет в юрте, но где — никто не знает. У него семья, и время от времени он нянек из людей к себе прибирает. Сестра бабки нашей, Олимпиада, к нему угодила. Пропала и все. А через три года возвращается. «Где была?» — «У Сендушного». Больше ее никто ни о чём не спрашивал.

Легенда, записанная в 1946 году в селении Станчик на Индигирке, повествует, как Христос велел Адаму «приготовить людей, рыбу». Тот сделал всё, но и «ещё кое-что лишнее сделал», и, боясь, что Христос будет недоволен, этих людей лишних «послал мольча» — кого на сендуху, кого в воду, кого в огонь, кого «особно угол». Христос не стал их возвращать и сказал: 
«Охто на шендухе — тот будет сендушной, охто веде — водяная хожайка, охто огонь — огонной хожанин, охто за угол — тот сушэдко пускай будет».

## Современное положение
В настоящее время образуют самостоятельную родовую общину согласно закону Республики Саха (Якутия) «О родовой, родоплеменной кочевой общине коренных малочисленных народов Севера», её численность не превышает 400 человек.
При Ассоциации коренных малочисленных народов Севера Республики Саха (Якутия) существует секция русских арктических старожилов села Походское Нижнеколымского района и села Русское Устье Аллаиховского района. Первым, кто возглавил общественную организацию, был Чикачев Алексей Гаврилович — известный в Якутии краевед, заслуженный работник народного хозяйства Республики Саха (Якутия), ведущий научный сотрудник ИПМНС СО РАН (Института проблем малочисленных народов Севера Сибирского отделения Академии наук России).
По инициативе А. Г. Чикачёва и А. В. Кривошапкина, при личной поддержке президента Якутии В. А. Штырова в апреле 2004 года был принят закон Республики Саха (Якутия) «О распространении положений Федерального Закона № 82 от 30.04.1999 года „О гарантиях прав коренных малочисленных народов Российской Федерации“ на русских арктических старожилов походчан и русскоустьинцев». Русские старожилы были включены в категорию малочисленного коренного населения Якутии в силу того, что они наряду с отличительными социальными характеристиками, культурным обликом, характерных для коренного населения сохраняют традиционную систему жизнеобеспечения, прежде всего, такие специфические формы хозяйственной деятельности как охота, собирательство и др.

## Перепись 2002 года
Постановлением Госкомстата России от 02.09.2002 г. № 171 в алфавитный перечень национальностей и языков России, составленный Институтом Этнологии РАН РФ, включены русскоустьинцы и индигирщики. Русскоустьинцами во время переписи себя назвали 8 человек, индигирщиками — 7 человек.